# Uwe Grau
Uwe Grau (* 1934 in Tönning) ist ein deutscher Psychologe.

## Leben
Von 1977 bis 1996 war er Professor für Psychologie an der Christian-Albrechts-Universität Kiel.

## Leistungen
Grau begründete gemeinsam mit Jens Möller, Jürgen Hargens und Jóhann Ingi Gunnarsson das „Kieler Beratungsmodell“ für systemisches Coaching und die „Systemische Beratergruppe Kiel“ (SBK). Er arbeitet als Coach von Führungskräften in verschiedenen Kontexten wie Unternehmen, psychosozialen Institutionen sowie Leistungssport und gibt Ausbildungskurse im In- und Ausland. In den späten 1980er Jahren war er gemeinsam mit Hans-Werner Gessmann einer der Mitbegründer des systemischen Familientherapie-Studiums im Psychotherapeutischen Institut Bergerhausen.

## Schriften (Auswahl)
- Konzepterwerb und Wahrnehmungsorganisation unter dem Einfluß emotionaler Faktoren. Untersuchungen zur Wirkung des Schmerzerwartungsaffekte. Dissertation. TH München, 1969.
- mit Klaus Thomsen: Arbeitslos ist Arbeitsunwillig? Wahrnehmung eines Vorurteils durch Betroffene. In: Zeitschrift für Berufs- und Wirtschaftspädagogik. 80, 8, 1984, S. 675–687.
- mit Jens Möller und Norbert Rohweder: Erfolgreiche Strategien zur Problemlösung im Sport. Die 3 Seiten einer Medaille. Philippka-Sportverlag, Münster 1990, ISBN 3-922067-68-9.
- mit Klaus Thomsen: Zum Einfluß der Erwerbslosigkeit auf die Selbsterfahrung. In: Frey, Hans-Peter; Haußer, Karl (Hrsg.): Identität. Entwicklungen psychologischer und soziologischer Forschung. Stuttgart: Enke, S. 193–204.
- mit Jürgen Hargens: „Systemisch orientierte Gruppensupervision: Eine theoretische Grundlage praktischer Möglichkeiten“, in: Walter Spiess (Hrsg.): „Gruppen- und Teamsupervision in der Heilpädagogik. Konzepte, Erfahrungen“, Bern-Stuttgart: Haupt 1991.
- mit Jens Möller: Was wäre, wenn? - Problem(auf)lösungshilfen; in: Königswieser, R. / Lutz, Ch. (Hg.): Das systemisch evolutionäre Management; Orac. 1992; S. 270–284.
- mit Jürgen Hargens: „Konstruktivistisch orientierte Supervision. Nutzen und Nützen selbstrückbezüglicher Reflexionen“, in: Waldemar Pallasch, Wolfgang Mutzeck, Heino Remmers (Hrsg.) „Training - Beratung - Supervision: Überblick - Trends - Methoden“, Weinheim: Juventa, 1992, nachgedruckt:, Pszichoterápia, I. évfolyam, 1. szam, 1992. Oktober.
- mit Jürgen Hargens: „Politik-Beratung aus konstruktivistischer Sicht: Einige persönliche Erfahrungen“. In; Systeme 6/1 (1992), S. 67–77. Nachgedruckt: Friedrich-W. Wilker (Hrsg.): „Supervision und Coaching. Aus der Praxis für die Praxis“, Bonn: dpv, 1995.
- mit Jürgen Hargens: „Cooperating, reflecting, making open and meta-dialogue. Notes on putting a constructivist view into practice“, A.N.Z.J.F.Th. 15(2): 81-90, 1994, Vorabdruck: „Együttmüködés, reflexió, nyitás és a metadialógus: egy konstruktivista alapokon álló szisztematikus megközelítés vázlata“, Pszichoterápia, II. évfolyam, 2 szám, Juni 1994. Nachgedruckt: „Cooperar, reflexionar, explicitar, y el metadiálogo: notas sobre la puesta en práctica de una concepción constructivista“, Sistemas Familiares 10(3): 33-48, Nov. 1994.
- mit Jürgen Hargens: „Meta-Dialogue“, Contemporary Family Therapy, 16/6 (1994), S. 451–462.
- mit Jürgen Hargens: „Systemisch-konstruktivistische Supervision“, in: Friedrich-W. Wilker (Hrsg.): „Supervision und Coaching. Aus der Praxis für die Praxis“, Bonn: dpv, 1995.
- mit Jürgen Hargens: „Fortbildung - Bildung „fort von...“ oder „hin zu“?“, in: Eberling, Wolfgang & Jürgen Hargens (Hrsg.): „Einfach kurz und gut. Zur lösungsorientierten Kurztherapie“, Dortmund: borgmann 1996.
- mit Jürgen Hargens: „Sprache: Sprechen, versprechen, versprochen. Theoretische Anmerkungen zur lösungsorientierten Kurztherapie“, in: Wolfgang Eberling & Jürgen Hargens (Hrsg.) „Einfach kurz und gut. Zur lösungsorientierten Kurztherapie“, Dortmund: borgmann, 1996
- mit Jürgen Hargens: „Systemisch-konstruktivistische Supervision“, in: Friedrich-W. Wilker (Hrsg.): „Supervision und Coaching. Aus der Praxis für die Praxis“, Bonn: dpv 1995